# Tizenhatszögszámok
A tizenhatszögszámok a figurális számokon belül a sokszögszámok közé tartoznak. Az n-edik tizenhatszögszám, Tn a közös csúcsból rajzolt, legfeljebb n pont oldalhosszúságú szabályos tizenhatszögek körvonalai egymástól különböző pontjainak száma. 
Az n-edik tizenhatszögszám általánosan a következő képlettel adható meg:
{\displaystyle T_{n}={\frac {n(14n-12)}{2}}\quad (n>0)}.
Az első néhány tizenhatszögszám:
1, 16, 45, 88, 145, 216, 301, 400, 513, 640, 781, 936, 1105, 1288, 1485, 1696, 1921, 2160, 2413, 2680, 2961, 3256, 3565, 3888, 4225, 4576, 4941, 5320, 5713, 6120, 6541, 6976, 7425, 7888, 8365, 8856, 9361, 9880, 10413, 10960, 11521, … (A051868 sorozat az OEIS-ben)

## Párosság
A tizenhatszögszámok párossága váltakozik.

## Tesztelés tizenhatszögszámokra
Az n-edik tizenhatszögszám, {\displaystyle x_{n}} képletét n-re megoldva a következő képletet kapjuk:
{\displaystyle n={\frac {{\sqrt {28x+36}}+6}{14}}.}
Tetszőleges x szám tizenhatszögszám mivolta tesztelhető a fenti képletbe való behelyettesítéssel. Ha n egész számra jön ki, akkor x az n-edik tizenhatszögszám. Ha n nem egész szám, akkor x nem tizenhatszögszám.
Ez egyben tekinthető x tizenhatszöggyöke kiszámításának is.